# راد بي إتش بي
راد بي إتش بي (بالإنجليزية: RadPHP)‏ بيئة تطوير متكاملة للغة البرمجة بي إتش بي طورتها شركة امباركاديرو تكنولوجيز. كانت تسمى سابقا دلفي فور بي إتش بي (بالإنجليزية: Delphi for PHP)‏.